# El Viejo
El Viejo là một khu tự quản thuộc tỉnh Chinandega, Nicaragua. Khu tự quản El Viejo có diện tích 1275 ki lô mét vuông. Đến thời điểm năm 2005, huyện El Viejo có dân số 76775 người.